# Giorgos Kaminis
Giorgos Kaminis (en griego: Γεώργιος Καμίνης, Nueva York, Estados Unidos, 15 de julio de 1954) es un político, abogado y profesor universitario estadounidense de origen griego. Como político es independiente, pero su ideología está vinculada al centro-izquierda. Entre 2003 y 2010 fue el Defensor del Pueblo de Grecia.
Actualmente desde el 29 de diciembre de 2010 es el nuevo Alcalde de Atenas.

## Biografía
Nacido el día 15 de julio de 1954 en la ciudad de Nueva York, debido a que su padre Vasilis Kaminis estaba trabajando allí en ese momento. Cuando ya tenía cinco años ya se mudaron a Atenas (Grecia), obteniendo así la nacionalidad griega junto a la estadounidense que ya la tenía por nacimiento.
Tras graduarse en secundaria, en el año 1980 se licenció en Derecho por la Universidad de Atenas. Además se trasladó a Francia, donde realizó estudios de Posgrado en Derecho público en la Universidad Panthéon-Assas de París, ganando un Diploma de Estudios Avanzados (DEA) en 1982 y en 1989 obtuvo un Doctorado de Leyes ("conocido como LLD; Legum Doctor") por la Universidad de París I Panthéon-Sorbonne.
Al mismo tiempo en noviembre de 1982, fue contratado como investigador y docente en la Facultad de Derecho de la Universidad de Atenas. En septiembre de 1989 fue investigador en el Departamento de Estudios Parlamentarios y de Investigación de la Dirección de Estudios del Parlamento griego. Y en 1991 fue profesor y profesor asistente en 1998 de la misma universidad.
Tras ese último en 1998, pasó a ocupar el cargo de Defensor del Pueblo Adjunto para los Derechos humanos y el día 23 de abril de 2003 en sucesión de Nikiforos Diamandouros, fue nombrado como Defensor del Pueblo de Grecia. Este cargo lo ocupó hasta septiembre de 2010, que renunció para poder presentarse en las próximas elecciones locales.
En las Elecciones locales de Grecia de 2010, decidió postularse como candidato independiente vinculado ideológicamente a centro-izquierda a la alcaldía de Atenas.
Tras las primeras vueltas electorales tuvo que ser respaldado por diferentes partidos de izquierdas, pero finalmente en la segunda ronda obtuvo una mayoría absoluta del 52% de los votos y logró derrotar a su principal contrincante Nikitas Kaklamanis, que era el entonces alcalde.
Al obtener esta victoria, era la primera vez en más de dos décadas que se elige a un candidato de centro-izquierda y desde su investidura celebrada el día 29 de diciembre de ese año, es el nuevo Alcalde de Atenas.
En las Elecciones locales griegas de 2014, ha sido reelegido en el cargo.

## Vida personal
Giorgos Kaminis está casado con Adamantia Anagnostou, que es profesora de la Universidad de Macedonia. Tienen en común dos hijas llamadas, Angeliki y Katerina-Markella.
En respecto a sus creencias ha declarado ser partidario del Agnosticismo.